# Abramo II di Gerusalemme
Abramo II (in greco Αβράμιος?, Abramios; ... – 2 novembre 1787) è stato il patriarca greco-ortodosso di Gerusalemme tra il 1775 e il 1787.

## Biografia
Nel giugno 1775 fu eletto Patriarca di Gerusalemme.
I primi anni del suo patriarcato coincisero con un periodo di disordini e sommosse in Medio Oriente, di cui la popolazione cristiana soffrì molto. Alla fine degli anni 1770, tuttavia, la situazione politica in Palestina si stabilizzò e le relazioni tra le confessioni cristiane non furono gravate da conflitti.
Abramo risiedeva a Costantinopoli e raramente lasciava la città, se non per chiedere assistenza finanziaria ai Principati danubiani, che contribuivano alle finanze della Confraternita del Santo Sepolcro. Il suo rappresentante in Palestina era il metropolita Neophytos di Nazareth, tramite il cui operato fu costruito un edificio per i pellegrini a Giaffa, fu fortificata la Basilica della Natività a Betlemme, molte chiese e monasteri furono restaurati. Le dipendenze di questi erano centri di raccolta fondi e stazioni per i pellegrini che viaggiavano dalla Russia e dall'Asia Minore a Gerusalemme.
Prima della sua morte, nominò come proprio successore il metropolita Procopio di Cesarea. Morì il 2 novembre 1787.